# Gymnopilus cantharelloides
Gymnopilus cantharelloides là một loài nấm thuộc họ Cortinariaceae.